# Sidney Lanfield
Sidney Lanfield (n. 20 aprilie 1898, Chicago, Illinois, SUA – d. 20 iunie 1972, Marina del Rey⁠(d), Comitatul Los Angeles, California, SUA) a fost un regizor de film american cunoscut pentru regia unor filme de dragoste și de comedie ușoară și mai târziu de emisiuni de televiziune.
Muzicianul de jazz și vedeta de vodevil și-a început cariera de regizor de film pentru Fox Film Corporation în 1930; a continuat să regizeze o serie de filme pentru 20th Century Fox. În 1941, a regizat filmul muzical cu vedeta Fred Astaire Armată în pași de dans (You'll Never Get Rich) (Columbia Pictures), apoi s-a mutat la Paramount Pictures. Aici, Lanfield a lucrat la o serie de filme de comedie. Probabil că este cel mai notabil pentru regia unei serii de filme ale actorului Bob Hope, inclusiv My Favorite Blonde⁠(d) (1942), Let's Face It⁠(d) (1943), Where There's Life⁠(d) (1947) și The Lemon Drop Kid⁠(d) (1951). Cel mai profitabil film al lui Lanfield a fost primul film din seria Sherlock Holmes cu Basil Rathbone și Nigel Bruce ca Holmes și Watson, Câinele din Baskerville din 1939.
La începutul anilor 1950,  s-a mutat în industria televiziunii, unde vodevilul și experiența sa în filmele de comedie i-a folosit la realizarea unor seriale de comedie de televiziune, inclusiv Where's Raymond?⁠(d) (Unde e Raymond?), McHale's Navy⁠(d) și Familia Addams.
Lanfield a fost căsătorit cu actrița de film Shirley Mason din 1927 până la moartea sa în 1972. El este înmormântat în cimitirul Westwood Village Memorial Park din Los Angeles. Lanfield a fost cunoscut și sub numele de Sidney Landfield.

## Filmografie
- Cheer Up and Smile⁠(d) (1930)
- Three Girls Lost⁠(d) (1931)
- Hush Money⁠(d) (1931)
- Dance Team⁠(d) (1932)
- Hat Check Girl⁠(d) (1932)
- Broadway Bad⁠(d) (1933)
- Moulin Rouge⁠(d) (1934)
- The Last Gentleman⁠(d) (1934)
- Hold 'Em Yale⁠(d) (1935)
- Red Salute⁠(d) (1935)
- King of Burlesque⁠(d) (1936)
- Half Angel⁠(d) (1936)
- One in a Million⁠(d) (1936)
- Sing, Baby, Sing⁠(d) (1936)
- Wake Up and Live⁠(d) (1937)
- Love and Hisses⁠(d) (1937)
- Thin Ice⁠(d) (1937)
- Always Goodbye⁠(d) (1938)
- Câinele din Baskerville (1939)
- Second Fiddle⁠(d) (1939)
- Swanee River⁠(d) (1939)
- You'll Never Get Rich⁠(d) (1941)
- My Favorite Blonde⁠(d) (1942)
- The Lady Has Plans⁠(d) (1942)
- Let's Face It⁠(d) (1943)
- Bring on the Girls⁠(d) (1945)
- Where There's Life⁠(d) (1947)
- Station West⁠(d) (1948)
- Sorrowful Jones⁠(d) (1949)
- The Lemon Drop Kid⁠(d) (1951)
- Follow the Sun⁠(d) (1951)
- Skirts Ahoy!⁠(d) (1952)